# Tolos
Tolos (grško ἡ θόλος, množina tholoi) je bila v grško-rimski antiki prvotno sveta rotunda s peristazo (arkadami) ali brez nje. Izraz se je kasneje uporabljal za vse rotunde, zlasti rotunde z okroglo streho. Zato so bile tudi okrogle posvetne stavbe imenovane tolos. V rimskih časih je bil tolos (v latinščini tholus) tudi okrogla grobnica.
Beseda se je prvič pojavila v Homerjevi Odiseji (22, 442 in naslednje strani). Zato so raziskovali tudi bronastodobne okrogle hiše, zlasti panju podobne grobnice na območju Sredozemlja, in krožne stavbe z nepravimi oboki.

## Predzgodovina
Zaradi uporabe izraza pri Homerju je bil prvič uporabljen za mikenske rotunde. Kasneje se je izraz prenesel na rotunde drugih predzgodovinskih kultur.

### Razširjenost predzgodovinskih tolosov
Najstarejši tolos je na ciprskem arheloškem najdišču Hirokitija, a se zdi, da ima (Džerf Ahmar v Siriji) levantske predhodnike, panju podobne stavbe, grobnice na Irskem, obok ni pravi, značilna je suhozidna gradnja. Tolosi so v skoraj vseh sredozemskih kulturah železne dobe, od Levanta do Provanse (tolos Lauve), na Iberskem polotoku in ob Atlantiku na Britanskem otočju.
Iberske kupolaste grobnice iz bakrene dobe so okrogle stavbe z bolj ali manj dolgim hodnikom. Kupola ni prava. Lahko izhajajo iz podlage, kot tolos v obliki panja in grobnica na Portugalskem, ali so narejene kot megalitske grobnice v Alkalarju s temeljem iz kamnitih plošč, ki so poglobljene v skalo, podložene s spodnjo steno.
V iberski bakreni dobi so mrtve pokopavali v naravne ali umetne jame. Umetna jama je imela obliko igluja s hodnikom iz apnenčevih skal. Georg in Vera Leisner to vrsto gradenj opisujeta kot skalnati kupolasti grobovi. Prvega je odkril med letoma 1868 in 1878 C. Ribeiro pri Palmeli (Quinta do Anjo, Casal do Pardo) na Portugalskem.
Tudi na Kreti so našli tolose, grobnice, ki segajo v zgodnjo bronasto dobo. Najpogosteje so na jugu otoka, veliko je bilo odkritih zlasti na planoti Mesara. Odkritih je bilo 75 (na otoku jih je 94). 25 od teh grobov so našli na južni Kreti in so iz zgodnje minojske dobe I. To so sorazmerno majhne kupolaste grobnice, ki imajo v premeru  približno 5,50 metra. 
Večja mikenska iz obdelanega kamna in obokom je Atrejeva zakladnica. To je najstarejši tak strop. Podobne monumentalne grobnice so v Orhomenu (Beocija), leta 1990 so jih odkrili tudi na Kefaloniji.

## Antika
Antični tolos ima navadno krožno celo, ki jo obdaja koncentrično stebrišče. Govorimo o peripteralnem tolosu. Lahko ima nadaljnje obroče stebrov ali polstebre na steni cele. So pa tudi preproste rešitve brez peristila, kot je tolos v atenski agori, ki je bil običajno zgled za opredelitev tolosa.
Zasnova peripteralnega tolosa je bila v predvsem priljubljena v 4. stoletju pr. n. št. Še posebej lepo je Atenino svetišče v Delfih, klasični grški tolos iz marmorja. Je tudi eden najbolj znanih. Znan je tudi v Epidavru, ima obroč iz stebrov tudi v celi. Po napisu thymele lahko sklepamo, da je imela zgradbe neznano vlogo, saj je v ohranjenih gradbenih računih omenjena s številnimi napisi. Drugi znani tolosi so bili Arzinejon na Samotraki in krožni tempelj Filipa II. Makedonskega in njegove družine Filipijon v Olimpiji.
Med najlepše ohranjenimi je krožni tempelj ob Tiberi v forumu Boariumu, Vestin tempelj, v Rimu, ki je tudi peripteralen tolos. To velja tudi za Tempelj B (Fortuna Huiusce Diei) na trgu Largo di Torre Argentina v Rimu.
Na peripteralen tolos površno spominjajo stavbe, imenovane monopter, vendar nimajo cele. V antični literaturi lahko izraz monopter še vedno najdemo v pomenu tolos.

## Danes
Še danes se na podeželju najdejo stavbe, podobne tolosom, z nepravimi oboki za hleve ali zavetišča. 

## Galerija
- Shema tolosa
- Rekonstrukcija tolosa v Epidavru (2002)
- Podkonstrukcija tolosa v Epidavru (1969)